# Нити судьбы
«Нити судьбы» (исп. El tiempo entre costuras, с исп. — «время между швов») — дебютный роман испанской писательницы Марии Дуэньяс, опубликованный в 2009 году издательством Temas de hoy. Роман получил положительную критику, был издан тиражом в более чем 3 млн экземпляров и впоследствии переведён на более чем два десятка языков мира. Роман был признан самой читаемой книгой в Испании 2012 года и экранизирован на телевидении каналом Antena 3 в 2013 году. Главную роль в телеверсии романа сыграла актриса Адриана Угарте. Роман издан на русском языке издательством «АСТ» в 2013 году в переводе Н. А. Огиенко.

## Сюжет
Исторический и шпионский роман повествует о жизни молодой модистки Сиры Кироги, покинувшей родной Мадрид накануне Гражданской войны 1936 года вместе со своим женихом Рамиро и волею судеб оказавшейся брошенной в одиночестве в Тетуане, столице Испанского Марокко. Главная героиня романа открывает ателье высокой моды, где её клиентами становятся видные и влиятельные представители испанского общества.